# SQLiteMan
SQLiteMan 是一个针对SQLite3版本数据库的管理和开发工具（SQLite3 admin and devel tool），其采用公有领域，开源， 图形用户界面。SQLiteMan支持多语言，采用QT技术，语言文件包为.ts/.qm格式，暂无中文。

## 发布历史
- Version 1.0 - 2007-7-18
- Version 1.01 - 2007-9-25